# 한국문화복지협의회
한국문화복지협의회는 문화현실 향상을 위한 사회적 동기 부여를 목적으로 1996년 1월 27일 설립된 대한민국 문화체육관광부 소관의 사단법인이다. 사무실은 서울특별시 서초구 강남대로 49길 10, (서초동, 에피소드서초)에 있다.

## 주요 사업
- 지역간계층간 문화격차 해소를 위한 문화사업
- 국민의 문화감수성 증진사업
- 문화예술 시설에서의 자원봉사 사업 등